# Подградський потік (притока Омастіни)
Стара Голешка (словац. Podhradský potok) — річка в Словаччині, ліва притока Омастіни, протікає в окрузі Бановці-над-Бебравою.
Довжина приблизно 4.0-4.5 км. Витік знаходиться в масиві Стражовські-Врхи (геоморфологічна підодиниця Нітрицькі-Врхи — схил гори Рокош); на висоті близько 600 метрів.
Протікає територією сіл Угровське Подградьє і Омастіна. Впадає у Омастіну на висоті приблизно 290—295 метрів.